# Grote Kerk (La Haya)
La Grote Kerk (lit. 'Gran Iglesia'), también iglesia de San Jaime (en neerlandés: Sint-Jacobskerk, la pronunciación neerlandesa: ɣroːtə ɔf sɪntjaːkɔpsˌkɛrk) es una destacada iglesia protestante de La Haya, Países Bajos. El edificio está situado en la Torenstraat, llamada así por su alta torre. Junto con el Binnenhof, es uno de los edificios más antiguos de ciudad. En esta iglesia han sido bautizados los miembros de la Casa de Orange-Nassau. Los últimos son Willem-Alexander de los Países Bajos y su hija Catharina-Amalia, la Princesa de Orange.

## Historia

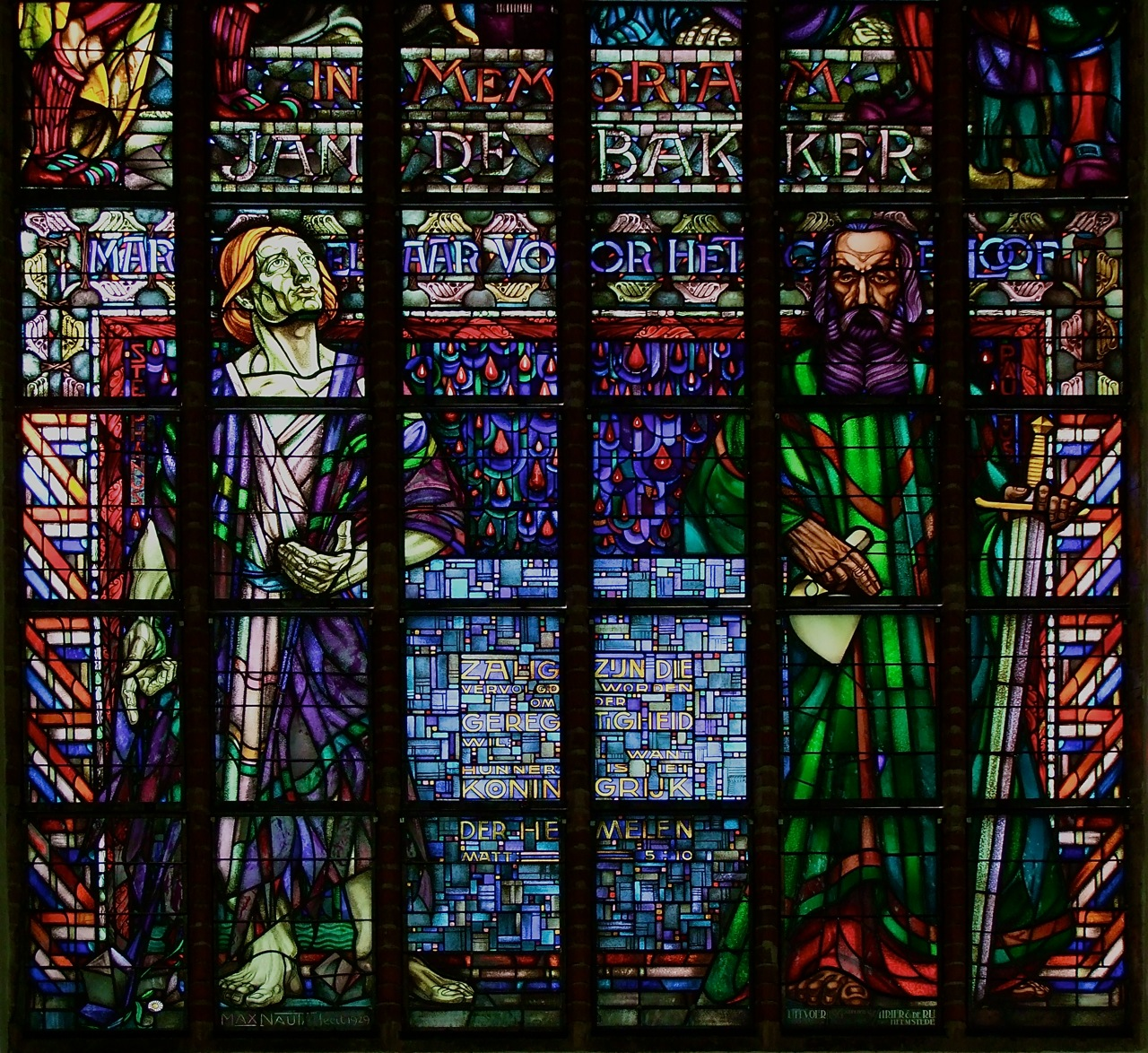
Vitral para conmemorar el mártir Jan de Bakker, diseñado por Max Nauta (nl), ejecutado por los vidrieros 'Schrier en De Ru' en Haarlem, 1930

La Groote Kerk (siglos XV y XVI) tiene un interior de bóveda fina, y contiene algunos vitrales viejos, un púlpito de madera tallada (1550), un órgano grande e interesantes monumentos sepulcral y algunos escudos de los caballeros del Toisón de Oro, colocado aquí después del capítulo de 1456.
Es notable por su esbelta torre y carillón de campanas, y alberga el monumento del cenotafio de Jacob van Wassenaer Obdam, diseñado por Cornelis Moninckx y esculpido por Bartholomeus Eggers en 1667, y la tumba renacentista de Gerrit van Assendelft (1487-1558).
La torre de seis caras de la iglesia es la 11.º más alta de los Países Bajos. Hay 34 paneles con escudos y nombres de caballeros del Toisón de Oro. El púlpito de madera tallado ricamente fue hecho en 1550. El reloj mecánico tiene 15 campanas de M. de Haze en 1686, una de Jasper y Jan Moer de 1541, una de H. Van Trier de 1570, una de Coenraat Wegewaert de 1647 y una de C. Fremy de 1692 y 31 modernas Campanas. En la torre de la iglesia hay un carillón automático por Libertus van den Burgh, desde 1689. En la torre se instaló el reloj mecánico en 1927. El reloj con el tambor por Heynrick Vabrie que fue utilizado de 1541 a 1689 se guarda en el museo "Speelklok" en Utrecht.
La iglesia soportó un fuego en 1539, y las vidrieras fueron reparadas por los principales artistas de vidrio, incluyendo los hermanos Dirk y Wouter Crabeth de Gouda. Carlos V, emperador del Sacro Imperio Romano, que visitó la iglesia después del incendio, patrocinó dos ventanas de los Crabeth que, debido a su origen real, son las únicas dos ventanas que han sobrevivido hasta el día de hoy. Bajo una de estas ventanas se encuentra una piedra conmemorativa de 1857 para Constantijn y Christiaan Huygens, que fueron enterrados en tumbas sin marcar en el coro de la iglesia.

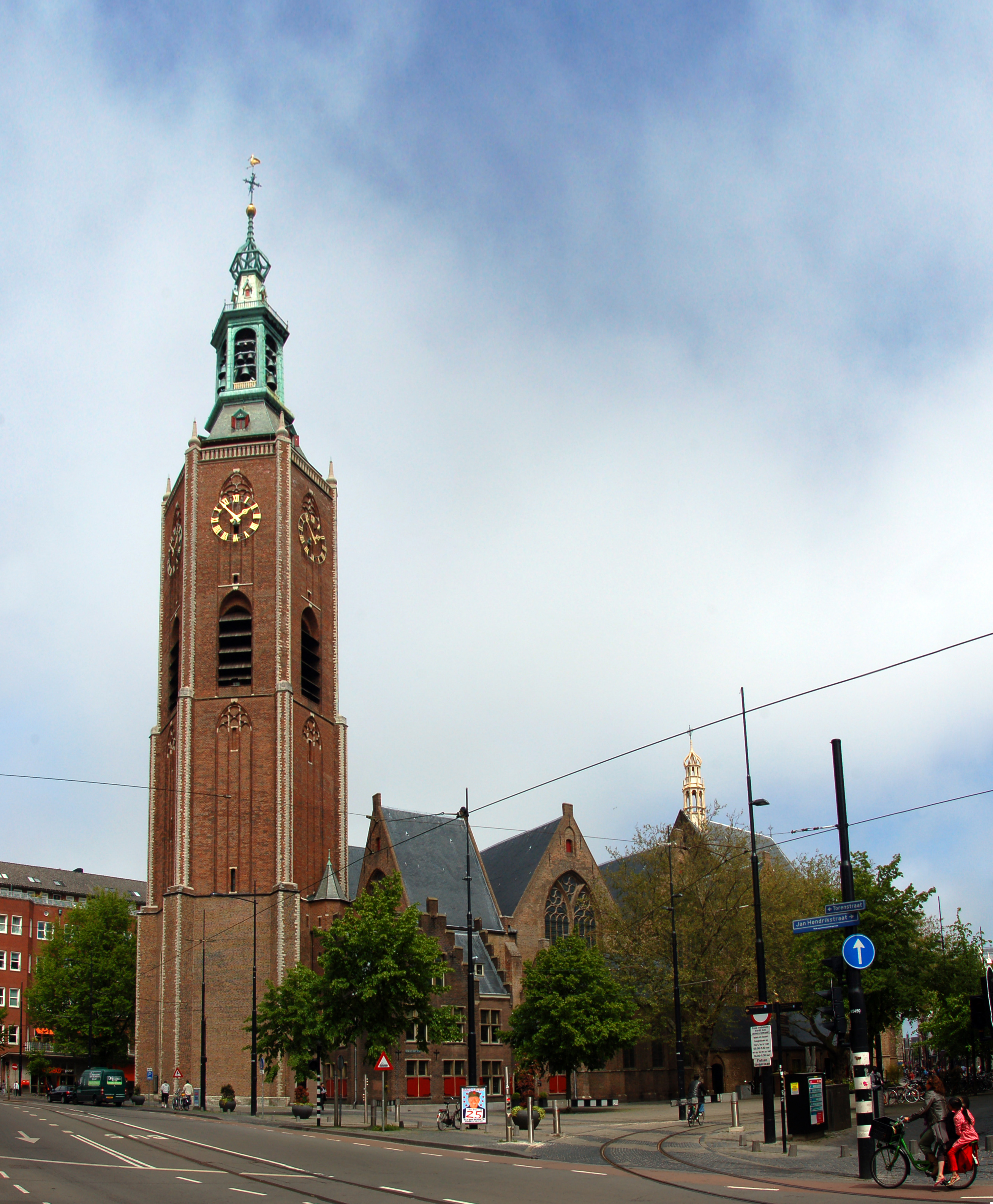
Vista de la iglesia
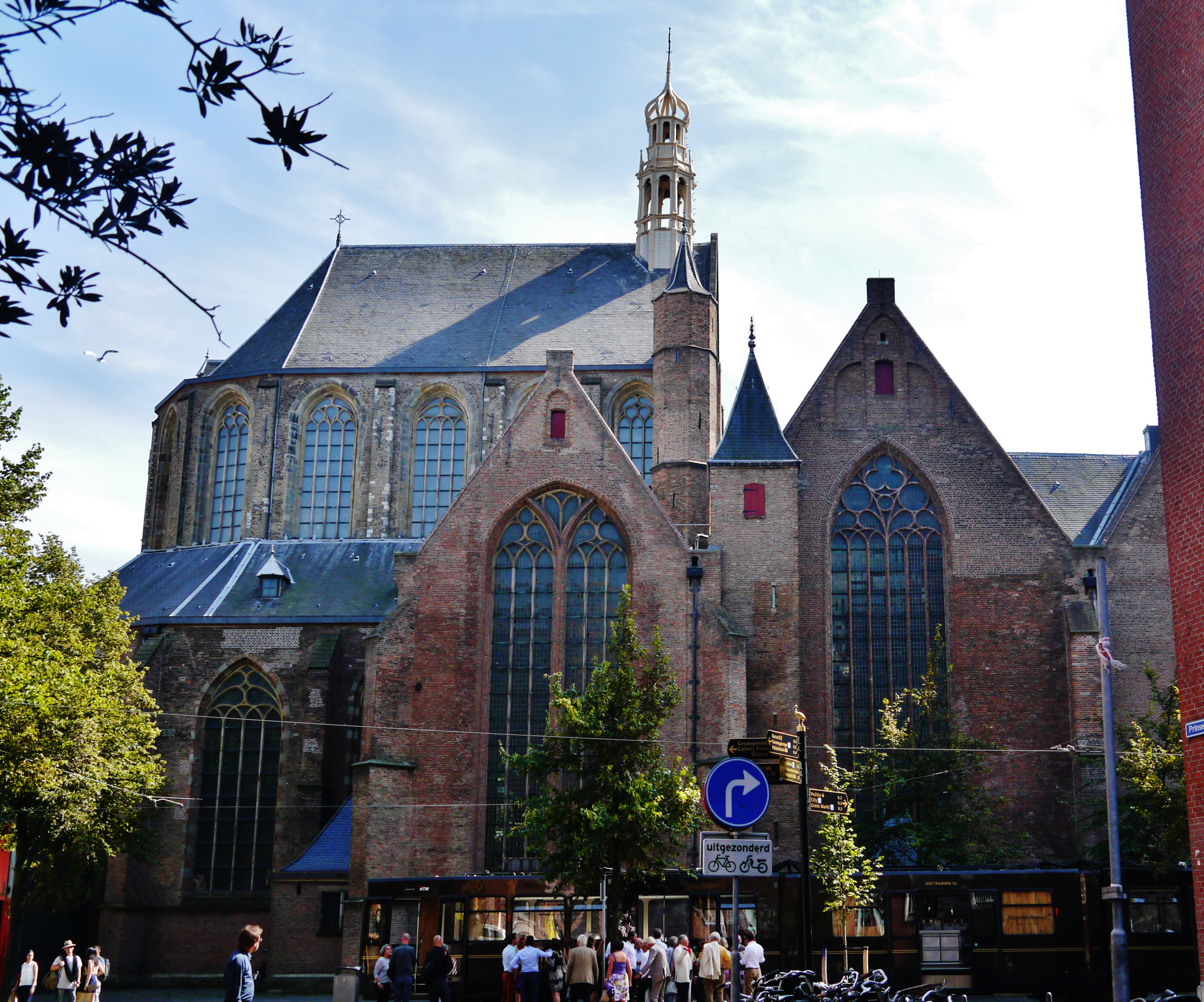
Vista del coro
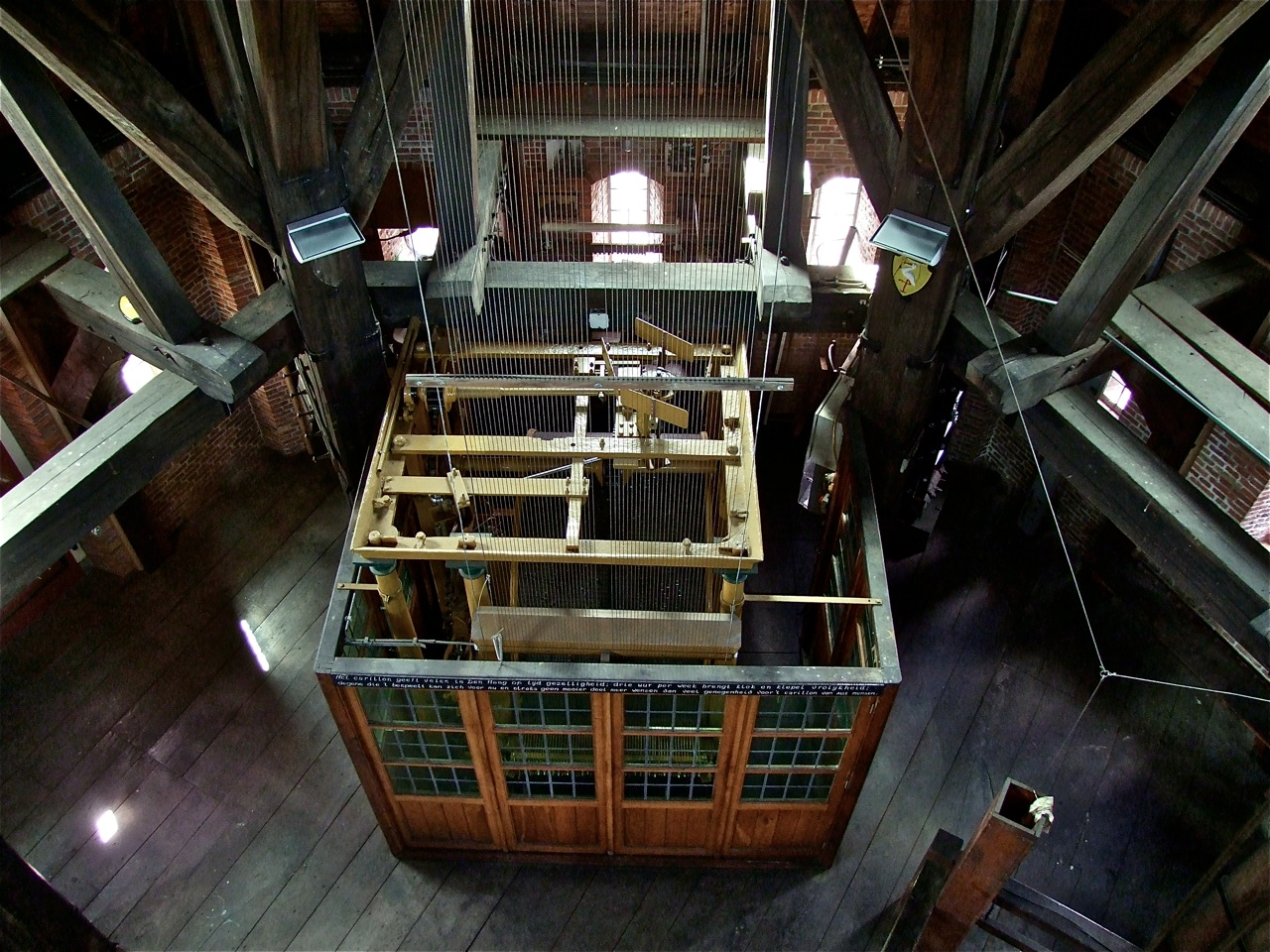
Carillón
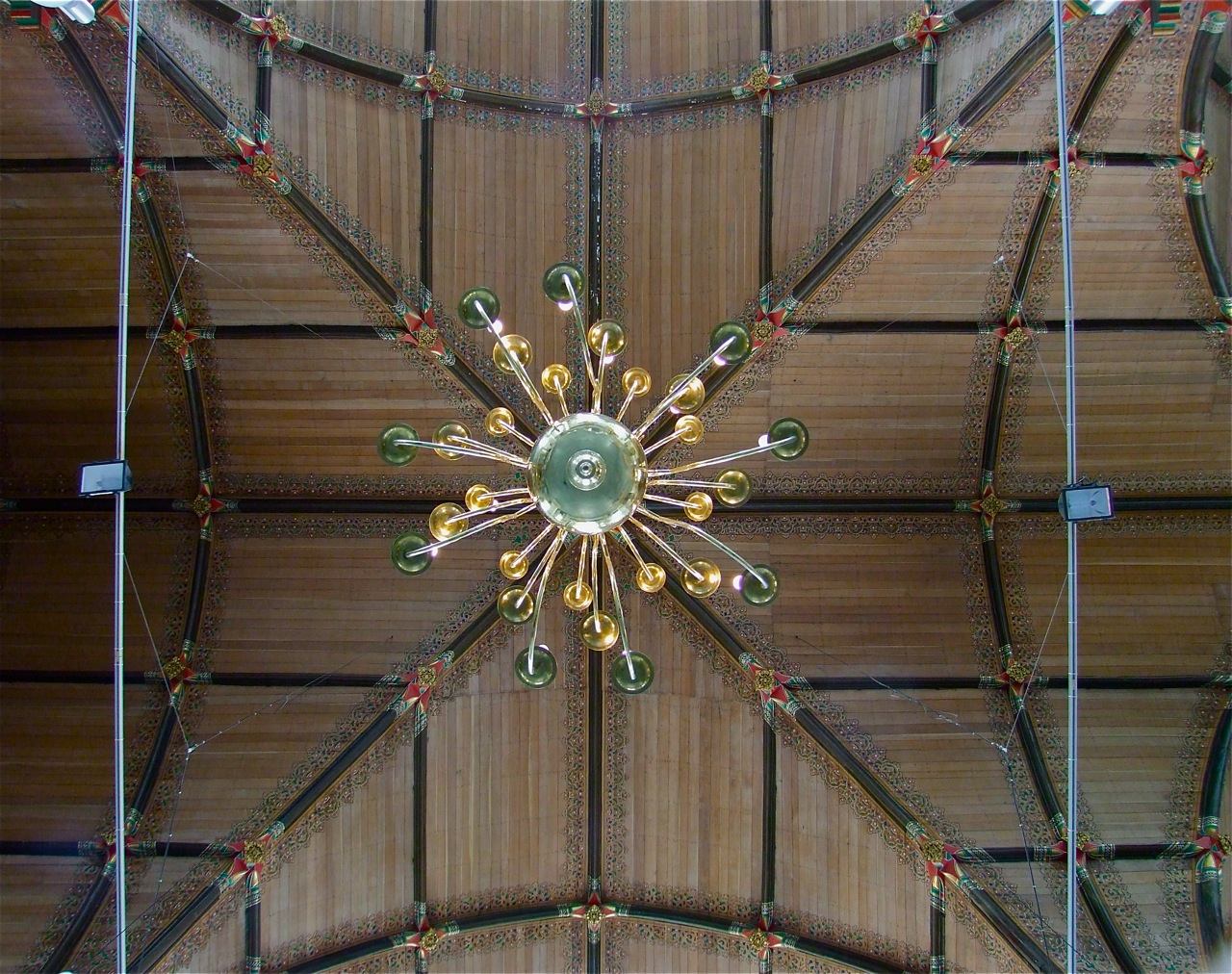
Pintado techo de madera y parte inferior de araña
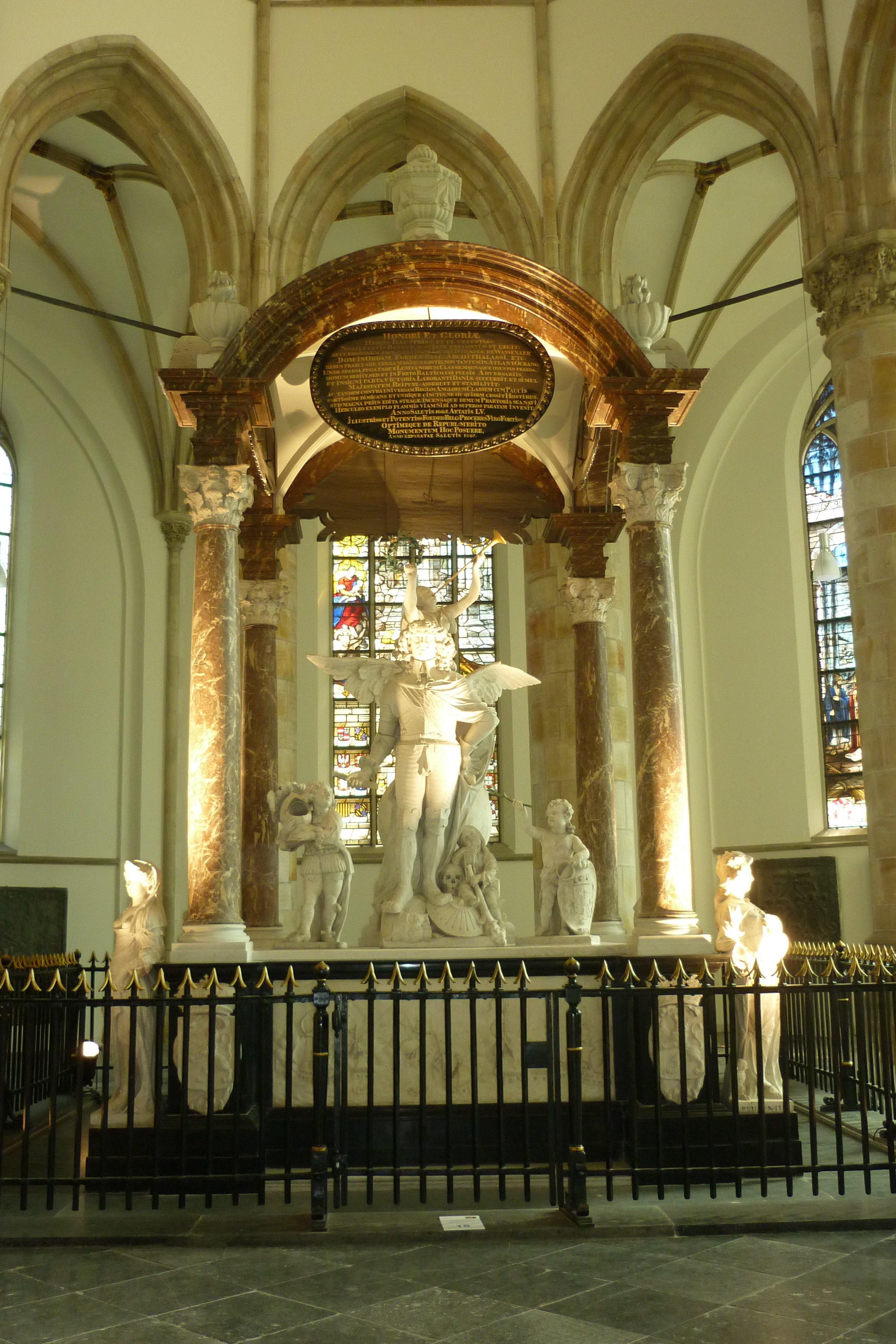
Tumba de Jacob van Wassenaer Obdam